# Csittagong
Csittagong (bengáli nyelven: চট্টগ্রাম, azaz Csattagrám) Banglades második legnépesebb települése, mely az ország délkeleti partvidékén terül el, a Karnapuli folyó partján, a torkolattól 19 km-re északra.

## Történelem
A Csittagong területén lévő kikötővel az arabok már a 9. századtól kereskedtek. A terület a 6. és 7. század folyamán az Arakan Királyság része volt. Fakruddin Mubarak sah Sonargaon szultán 1340-ben hódította meg a várost. Csittagong Dzsaszuddin Mahmud szultán veresége után 1538-ban ismét Arakan része lett. 1930. április 18-án forradalmárok kifosztották a városi fegyverraktárat.

## Földrajz
Csittagong az északi szélesség 22° 22’, valamint a keleti hosszúság 91° 48’-n, a Karnapuli folyó partján fekszik, s teljes területe 157 km². A hatalmas dombok körül ölelik a várost, amelyek egészen az indiai határig húzódnak. A város területén nem található természetes tó, ellenben mesterséges tavakat hoztak létre.

## Éghajlat
| Hónap                                                                | Jan. | Feb. | Már. | Ápr. | Máj. | Jún. | Júl. | Aug. | Szep. | Okt. | Nov. | Dec. | Év   |
| -------------------------------------------------------------------- | ---- | ---- | ---- | ---- | ---- | ---- | ---- | ---- | ----- | ---- | ---- | ---- | ---- |
| Rekord max. hőmérséklet (°C)                                         | 31,7 | 33,9 | 37,2 | 38,9 | 36,7 | 36,7 | 34,4 | 33,9 | 35,0  | 34,4 | 34,9 | 31,1 | 38,9 |
| Átlagos max. hőmérséklet (°C)                                        | 26,0 | 28,3 | 30,8 | 31,9 | 32,4 | 31,7 | 31,0 | 31,4 | 31,8  | 31,7 | 30,0 | 27,2 | 30,4 |
| Átlagos min. hőmérséklet (°C)                                        | 14,0 | 16,3 | 20,5 | 23,6 | 24,9 | 25,4 | 25,2 | 25,3 | 25,2  | 24,1 | 20,3 | 15,8 | 21,7 |
| Rekord min. hőmérséklet (°C)                                         | 5,2  | 6,6  | 10,2 | 13,6 | 14,3 | 18,1 | 19,4 | 19,9 | 17,2  | 12,7 | 10,0 | 7,5  | 5,2  |
| Átl. csapadékmennyiség (mm)                                          | 7    | 25   | 56   | 136  | 314  | 591  | 736  | 514  | 239   | 198  | 60   | 14   | 2890 |
| Havi napsütéses órák száma                                           | 264  | 244  | 276  | 243  | 227  | 117  | 105  | 124  | 167   | 218  | 241  | 246  | 2473 |
| Forrás: Bangladesh Meteorological Department, Deutscher Wetterdienst |      |      |      |      |      |      |      |      |       |      |      |      |      |

## Gazdaság

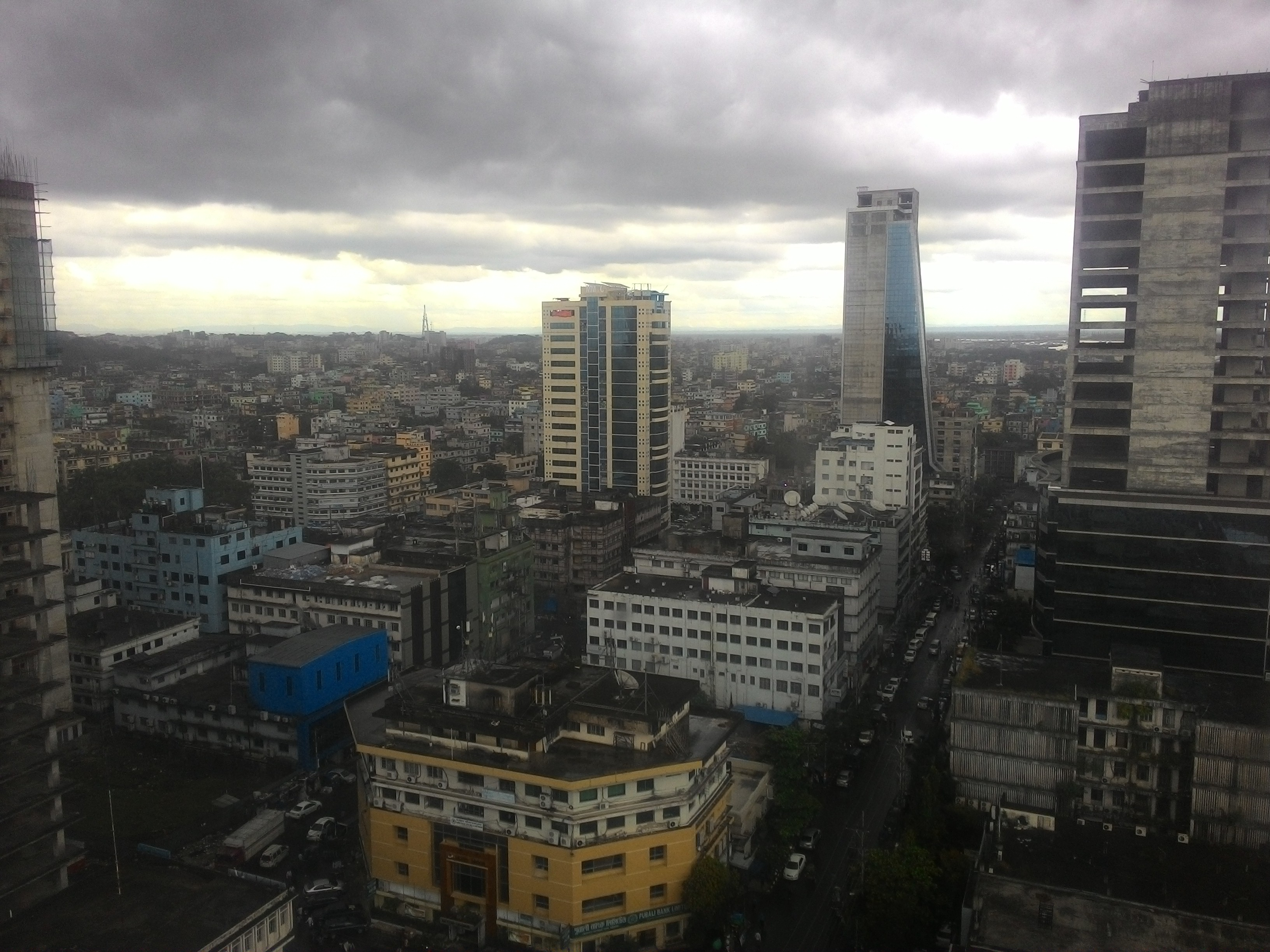
A város magasházai

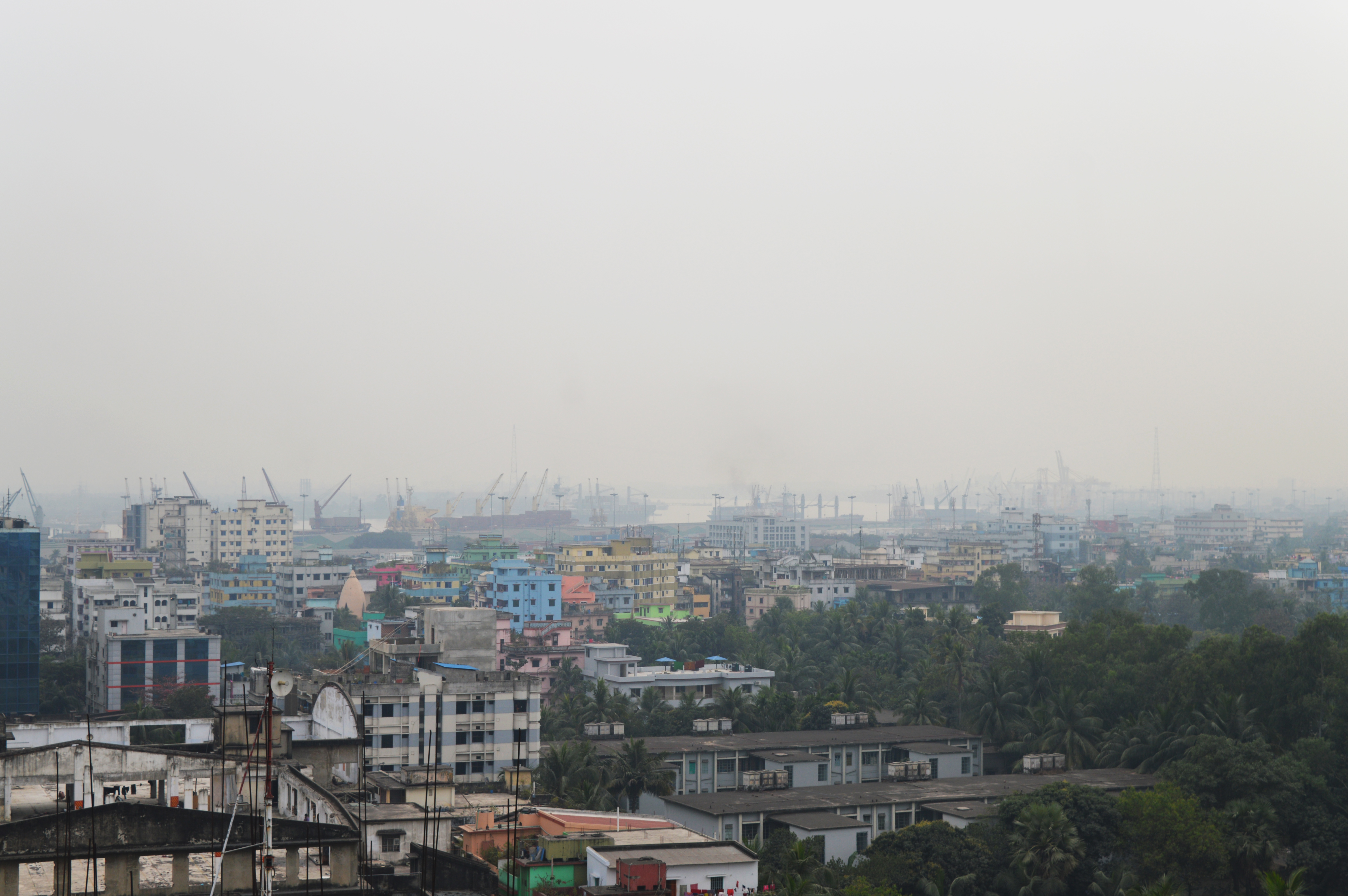
A kikötő a távolból

A 2010-es évek elején a város Banglades ipari termelésének 40%-át, nemzetközi kereskedelmének 80%-át és kormányzati bevételeinek 50%-át adja.      
Az ország egyik legrégebbi és legnagyobb vállalatai működnek itt.
Részben ruhákat, mélyhűtött ételt, valamint bőröket készítenek és jutát dolgoznak fel.

### Kikötő
Kikötője a 2010-es évek elején az ország behozatalának és exportjának több mint 80%-át kezeli, ezzel Banglades legfontosabb kikötője. Az ország fő exportcikkeit, például ruhákat, bőrárukat, jutát, teát és fagyasztott élelmiszert ezen a kikötőn keresztül viszik a külföldre.
A világ egyik legjelentősebb hajóbontási központja (Csittagongban és az indiai Alang városban található a világ hajóbontó kapacitásának közel kétharmada).

## Közlekedés
Vasúti összeköttetésben áll Banglades más országrészeivel (Dhaka, Komilla).
A városban buszos tömegközlekedési hálózat is található. 
Repülőtere a Shah Amanat nemzetközi repülőtér.

## Sport
A balíkhela nevű hagyományos bengáli küzdősport Csittagong térségében a legnépszerűbb. De ahogy egész Bangladesben, Csittagongban is igen népszerű a krikett is. Itt található a bangladesi Húsz20-as krikettbajnokság, a Bangladesh Premier League egyik csapatának, a Chattogram Challengersnek a székhelye.

## Testvérvárosok
- Goiânia, Brazília
- Kolkata, India
- Vientiane, Laosz
- Kunming, Kína